# ドルビルジン県
ドルビルジン県（ドルビルジンけん）は、中華人民共和国新疆ウイグル自治区イリ・カザフ自治州タルバガタイ地区に位置する県。

## 行政区画
6鎮、3郷、2民族郷を管轄：
- 鎮：デョルビルジン鎮（額敏鎮）、ユシ・カラス鎮（玉什喀拉蘇鎮）、ジェラガシ鎮（傑勒阿尕什鎮）、上戸鎮、マラルス鎮（瑪熱勒蘇鎮）、カラエミル鎮（喀拉也木勒鎮）
- 郷：シェヘル郷（郊区郷）、ギュルティ郷（二道橋郷）、キュレ郷（喇嘛昭郷）
- 民族郷：エマル・ゴリン・モンゴル族郷（額瑪勒郭楞蒙古族郷）、フジェリティ・モンゴル族郷（霍吉爾特蒙古族郷）
- 一六五団、一六六団、一六七団、一六八団